# Lijst van bisschoppen en aartsbisschoppen van Rouen
Dit is een lijst van (aarts)bisschoppen van het (aarts)bisdom Rouen in Normandië, Frankrijk. Volgens de overlevering werd het bisdom omstreeks het midden van de derde eeuw gesticht door Nicaisius, een leerling van Dionysius van Parijs. Vermoedelijk rond 744 werd het met het aantreden van Grimoald een aartsbisdom. Na de Franse Revolutie was er enige jaren geen aartsbisschop.

## Bisschoppen van Rouen (ca. 250-744)
- Nicasius / Nicaise (ca. 250)
- Mellonius / Mellon de Rouen / Mellonius of Cardiff (260-311)
- Avitianus / Avitanus / Avitien / Avit (311-325)
- Severus / Sever (325-341)
- Eusebius (ca. 341-366)
- Marcellinus / Marcelin (366-385)
- Petrus I / Pierre (385-393)
- Victricius / Victrice (393-417)
- Innocentius / Innocente (417-ca. 426)
- Evodius / Évode / Yved (ca. 426)
- Sylvester / Sylvestre (ca. 426-442)
- Malsonus / Malson / Melson (ca. 442-451)
- Germanus / Germain (ca. 451-462)
- Crescentius / Crescence / Crescent (ca. 462-488)
- Godardus / Godard / Gildard (ca. 488-525)
- Flavius / Filleul (525-542)
- Evodius / Évode (542-550)
- Prætextatus / Prétextat (550-589)
- Melantius / Mélance (589-602)
- Hidulphus / Idulphe (602-631)
- Romanus / Romain (631-640)
- Audoenus / Ouen (641-689)
- Ansbertus / Ansbert (689-693)
- Grippo / Grifo / Griffon (695-ca. 719)
- Roland / Robert (ca. 719-ca. 732)
- Hugo I van Rouen / Hugues de Champagne (720-730)
- Robertus I / Ratbertus / Robert (740-744)

## Aartsbisschoppen van Rouen (744-heden)
- Grimoald (744-ca. 748)
- Ragenfred (748-753)
- Remigius (753-769)
- Mainard / Magenard (769-ca. 800)
- Gilbertus/Willebert (800-828)
- Ragnoard (828-836)
- Gombaud (836-849)
- Paulus (849-855)
- Ganelon / Vénilon (855-869
- Adalard (869-872)
- Riculf (872-876)
- Johannes I / Jean (876-889)
- Leonardus / Saint-Léon (889)
- Witton / Giton (889-ca. 910)
- Franco (911-919)
- Gonthard (919-942)
- Hugo II / Hugues de Cavalcamp (942-989)
- Robertus II / Robert de Deen / Robert van Normandië (990-1037)
- Mauger / Malgerius (1037-1055)
- Maurille / Sint-Maurilius (1055-1067)
- Johannes II / Jean d'Ivry (1067-1078)
- Guilielmus I / Guillaume Bonne-Âme (1078-1110)
- Godefridus Brito / Geoffroi le Breton (1111-1128)
- Hugo III / Hugues de Boves / Hugues d'Amiens (1129-1164)
- Rotrocus / Rotrud van Warwick / Rotrou de Beaumont (1165-1184)
- Walterus / Gautier de Coutances / Gautier le Magnifique (1184-1208)
- Robertus III / Robert Poulain (1208-1222)
- Theobaldus / Thibaut d'Amiens (1222-1231)
- Mauritius / Maurice (1231-1237)
- Petrus II / Pierre de Colmieu / Petrus de Collemedio (1237-1245)
- Odo I Clemens (1245-1247)
- Odo II / Eudes Rigaud (1247-1276)
- Guilielmus II / Guillaume de Flavacourt (1276-1306)
- Bernardus / Bernard de Fargis (1306-1311)
- Egidius / Gilles Asselin de Montaigu (1311-1319)
- Guilielmus III / Guillaume de Durfort (1319-1331)
- Petrus III / Roger de Beaufort (1331-1338)
- Aimery Guenaud (1338-1342)
- Nicolaas I Roger (1342-1347)
- Johannes III / Jean de Marigny (1347-1351)
- Petrus IV / Pierre de la Forêt (1351-1356)
- Guilielmus IV / Guillaume de Flavacourt (1356-1369)
- Philippus / Philippe d'Alençon (1369-1375)
- Petrus V / Pierre de la Montre (1375)
- Guilielmus V / Guillaume de Lestranges (1375-1388)
- Guilielmus VI / Guillaume de Vienne (1389-1406)
- Ludovicus I / Louis d'Harcourt (1406-1422)
- Jean de La Roche-Taillée (1422-1430)
- Hugo V / Hugues des Orges (1430-1436)
- Ludovicus II / Louis de Luxembourg (1436-1443)
- Raoul Roussel (1443-1455)
- Guillielmus VII / Guillaume d'Estouteville (1453-1482)
- Robert IV / Robert de Croixmare (1482-1494)
- Gregorius I / Georges van Amboise (1493-1510)
- Gregorius II / Georges van Amboise (1510-1550)
- Charles I / Karel van Bourbon (1550-1590)
- Charles II / Karel van Bourbon (1590-1594)
- Charles III / Karel van Bourbon (1594-1604)
- François I / François de Joyeuse (1605-1614)
- François II / François de Harlay (1614-1651)
- François III / François Harlay de Champvallon (1651-1672)
- François IV / François Rouxel de Médavy de Grancey (1672-1691)
- Jacques-Nicolas Colbert (1691-1707)
- Claude-Maur d'Aubigné (1708-1719)
- Armand Bazin de Besons (1719-1720)
- Louis de La Vergne de Tressan (1724-1733)
- Nicolas II de Saulx-Tavannes (1734-1759)
- Dominique de La Rochefoucauld (1759-1790)
- sedisvacatie na de Franse Revolutie (1790-1802)
- Etienne-Hubert Cambacérès (1802-1818)
- François de Pierre de Bernis (1819-1823)
- Gustave-Maximilien-Juste Cardinal de Croÿ-Solre (1823-1844)
- Louis-Marie-Edmond Blanquart de Bailleul
- Louis Blanquart de Bailleul (1844-1858)
- Henri de Bonnechose (1858-1883)
- Léon Thomas (1883-1894)
- Guillaume Sourrieu (1894-1899)
- Frédéric Fuzet (1899-1916)
- Louis-Ernest Dubois (1916-1920)
- André du Bois de La Villerabel (1920-1936)
- Pierre-André-Charles Petit de Julleville (1936-1948)
- Joseph-Marie Martin (1948-1968)
- André Pailler (1968-1981)
- Joseph Duval (1981-2004)
- Jean-Charles Descubes (2004-2015)
- Dominique Julien Claude Marie Lebrun (2015-heden)